# 海灘地形動力學
海灘地形動力學是一門研究海灘地貌形成的學科，透過地形動力學（Morphodynamics）研究海床测绘学及水體的流體動力學。
海灘地形動力的分類方法，目前最普遍的方法為Wright and Short在1984年發表的方法。這方法改良自Wright and Thom (1977)。